# Musée de la résistance et de la déportation de Picardie
Le Musée de la résistance et de la déportation de Picardie est un musée situé à Tergnier (Aisne) consacré à l'histoire de la Résistance dans le département de l'Aisne en Picardie. C'est un musée de France.

## Historique
Le musée de Tergnier fut créé en 1986, à l'initiative d'Etienne Dromas, ancien responsable des F.F.I. du département de l'Aisne.
Il est installé dans l'un des bâtiments de la « reconstruction Carnegie » réalisée par les architectes Paul Bigot et Henri-Paul Nénot de 1922 à 1928 et financée par l'industriel américain Andrew Carnegie.

## Caractéristiques
Le musée installé dans une ancienne salle de cinéma à Fargniers, quartier de Tergnier retrace à l'aide de documents d'archives les étapes qui ont conduit de la fin de la Première Guerre mondiale à la Libération : la montée du nazisme, le début de la Seconde Guerre mondiale, la Résistance, la déportation. Sont exposés  des photographies, des témoignages, des cartes, des affiches et divers objets. Des véhicules militaires et des armes sont également exposés à l'intérieur comme à l'extérieur. Une reconstitution d'une scène de parachutage et d'un maquis sont présentées dans le musée. Parmi les pièces remarquables des collections se trouvent :
- la traction avant Citroën,
- le porte-document du Maréchal Hermann Goering (1893-1946), ministre de l'aviation du IIIe Reich,
- un Beechcraft C45,
- les pièces d'un Focke-Wulf,
- un char Renault R35...

Le MRDP se divise en deux grands espaces, un espace consacré de l'après-guerre à la libération, et une salle retraçant les étapes de l'organisation de la déportation.
Le musée organise, dans le cadre du devoir de mémoire des activités pédagogiques. Il est équipé d'une vidéothèque, d'une bibliothèque et d'une salle de conférence.
Le musée organise toute l'année des animations et manifestations tant festives qu'historiques avec le milieu associatif, les partenaires publiques locaux et régionaux.

## Les actions du musée

### Expositions
Le musée réalise des expositions dans le cadre du Concours national de la résistance et de la déportation et sur différents thèmes :
- Résister dans l’art et la littérature, au sens survivre et combattre
- Les femmes dans la guerre
- Répressions et déportations en France et en Europe, 39-45. Espaces et histoire,

Tout au long de l'année, diverses expositions animent le MRDP, "Destructions&Reconstructions 14-18 et 39-45", "Résistances 14-45", "La Fayette, nous voila", Les As de l'aviation...

## Les Sentiers de la mémoire
Le Musée de la Résistance et de la Déportation de Picardie a réalisé durant plusieurs années des travaux de recherche collectant des éléments relatifs à des faits de guerre ou de résistance durant la Seconde Guerre mondiale, qui se sont déroulés sur le territoire de la Communauté de communes Chauny-Tergnier. 50 événements de guerre et de résistance ont été sélectionnés.
Les Sentiers de la Mémoire sont un parcours jalonné de totems informatifs. Ils ont un rôle pédagogique important, en direction des plus jeunes comme des adultes. Ces sentiers permettent de transmettre la mémoire des civils et des militaires qui ont participé à la libération du territoire.